# 小松玲葉
小松 玲葉 (こまつ あきは、1996年 - ) は TBS報道局社会部記者。横浜国立大学卒。

## 来歴・人物・エピソード
広島県三原市出身。大学時代は 神奈川県で体育会のバレーボール部に所属。ゼミでは 沖縄戦と平和教育を研究し、学生生活最後の一年は 月一で必ず沖縄に行って、調査研究をした。

## 社会生活
2019年4月 TBSに入社、報道局に配属。報道局社会部記者として事件事故等、数々の現場に足を運び 懸命にレポートをしている。